# 秦偉 (弘治進士)
秦偉（1466年—？），字世觀，陝西西安府三原縣人，軍籍，明朝政治人物。

## 生平
弘治十一年（1498年）戊午科陝西鄉試第六十五名。弘治十八年（1505年）登乙丑科二甲第二十名進士。明武宗正德年間，累官户部宣府管粮郎中，十年升任直隸保定府（今河北省保定市）知府。升山西按察司副使、整饬雁门等关兵备，十四年七月以违慢军务逮系锦衣卫狱。

## 家族
曾祖父秦忠；祖父秦海；父秦敏，倉副使。母王氏；繼母楊氏。具慶下。